# الکساندر اسکیچکو
الکساندر اسکیچکو (اوکراینی: Олександр Олександрович Скічко؛ زادهٔ ۲۸ آوریل ۱۹۹۱) بازیگر، مجری، مجری تلویزیون، کمدین، و سیاستمدار اهل اوکراین است. وی از سال ۲۰۰۶ میلادی تاکنون مشغول فعالیت بوده‌است.